# Centre sportif d'Impivaara
Le centre sportif d'Impivaara (finnois : Impivaaran liikuntakeskus)  est un centre sportif située dans le quartier de Kaerla à Turku en Finlande .

## Présentation
Le centre sportif d'Impivaara est situé à environ 3 kilomètres au nord du centre-ville de Turku.
Les installations sportives du centre sont la piscine d'Impivaara, une salle de fitness, la patinoire d'Impivaara, une salle de football, un terrain de football, quatre courts de tennis, des équipements d'exercice en plein air, une piste de luge et de ski pour les enfants.
A côté de ces installations sportives entretenues par la ville de Turku, il existe des installations sportives privées dans la zone, telles que la LähiTapiola Areena, la Jarkko Nieminen Arena, un champ de tir à l'arc, un parcours de golf et le parc aquatique JukuPark.